# Галльсберг (комуна)
Комуна Галльсберг (швед. Hallsbergs kommun) — адміністративно-територіальна одиниця місцевого самоврядування, що розташована в лені Еребру у центральній Швеції.
Галльсберг 154-а за величиною території комуна Швеції. Адміністративний центр комуни — місто Галльсберг.

## Населення
Населення становить 15 288 чоловік (станом на вересень 2012 року). 
| Кількість населення комуни Галльсберг за 1970-2010 роки | Кількість населення комуни Галльсберг за 1970-2010 роки | Кількість населення комуни Галльсберг за 1970-2010 роки | Кількість населення комуни Галльсберг за 1970-2010 роки | Кількість населення комуни Галльсберг за 1970-2010 роки |
| ------------------------------------------------------- | ------------------------------------------------------- | ------------------------------------------------------- | ------------------------------------------------------- | ------------------------------------------------------- |
| Рік                                                     |                                                         |                                                         | Населення                                               |                                                         |
| 1970                                                    | 1970                                                    |                                                         | 16 836                                                  | 16 836                                                  |
| 1975                                                    | 1975                                                    |                                                         | 16 643                                                  | 16 643                                                  |
| 1980                                                    | 1980                                                    |                                                         | 17 246                                                  | 17 246                                                  |
| 1985                                                    | 1985                                                    |                                                         | 16 699                                                  | 16 699                                                  |
| 1990                                                    | 1990                                                    |                                                         | 16 735                                                  | 16 735                                                  |
| 1995                                                    | 1995                                                    |                                                         | 16 397                                                  | 16 397                                                  |
| 2000                                                    | 2000                                                    |                                                         | 15 685                                                  | 15 685                                                  |
| 2005                                                    | 2005                                                    |                                                         | 15 315                                                  | 15 315                                                  |
| 2010                                                    | 2010                                                    |                                                         | 15 275                                                  | 15 275                                                  |
| Джерело: SCB                                            |                                                         |                                                         |                                                         |                                                         |

## Населені пункти
Комуні підпорядковано 6 міських поселень (tätort) та низка сільських, більші з яких:
- Галльсберг (Hallsberg)
- Юрткварн (Hjortkvarn)
- Польсбуда (Pålsboda)
- Шеллерста (Sköllersta)
- Вретсторп (Vretstorp)
- Естанше (Östansjö)
- Гаддебу (Haddebo)

## Галерея

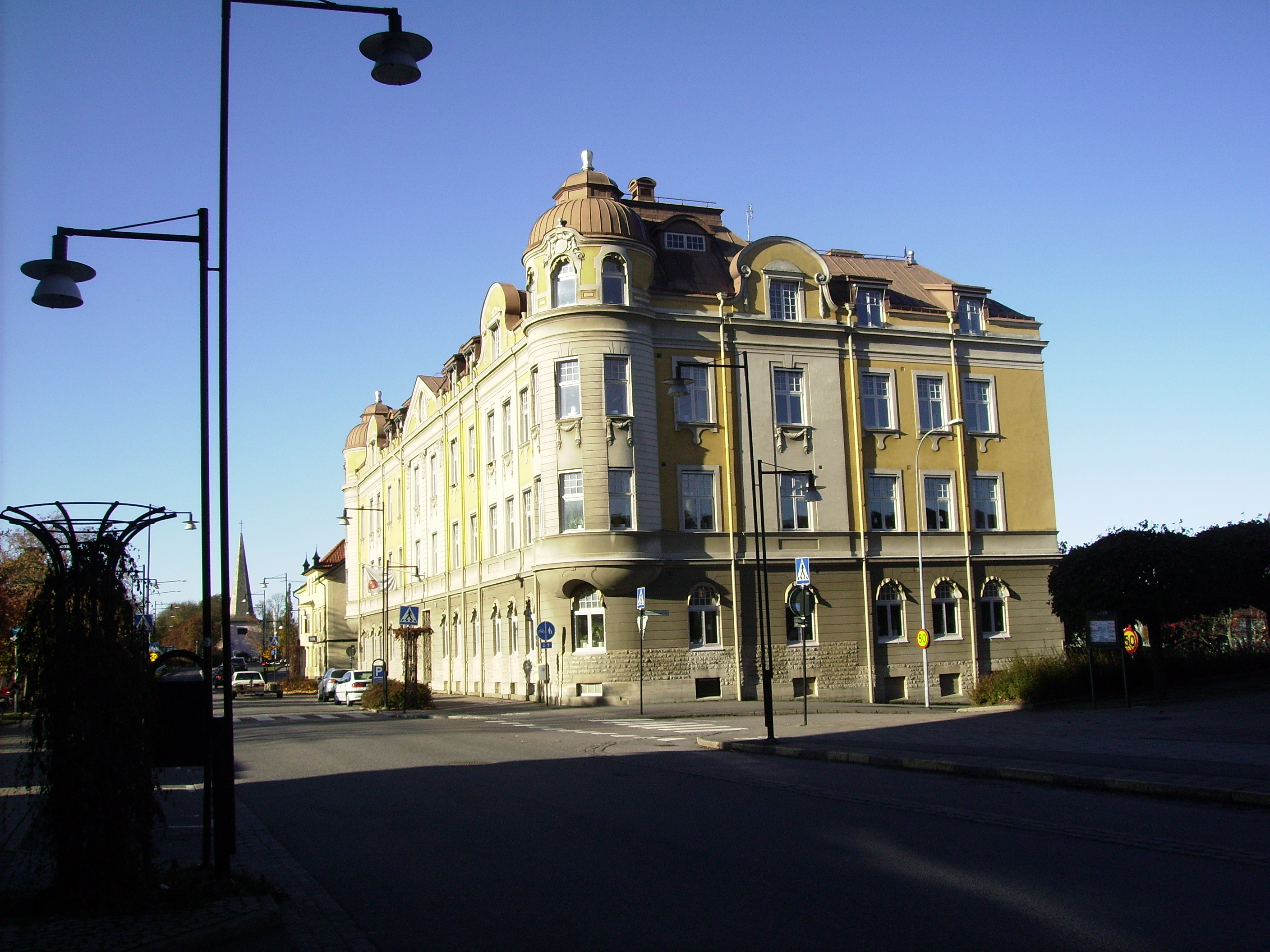
Управа комуни (Галльсберг)
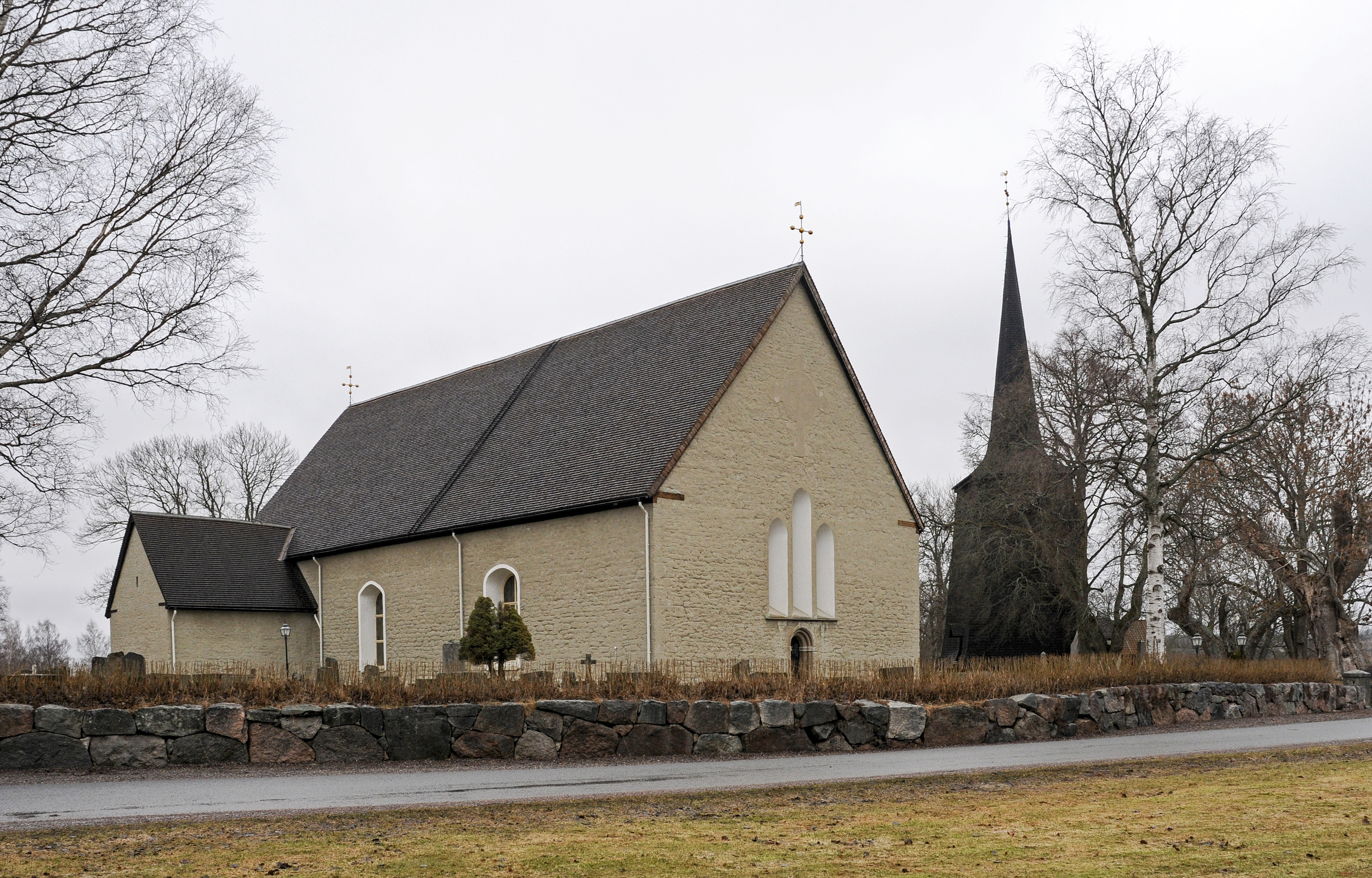
Церква (Шеллерста)
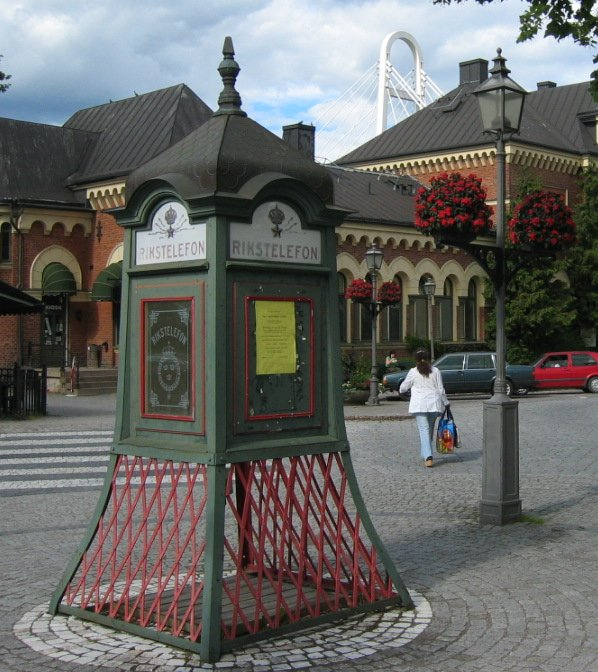
У центрі Галльсберга
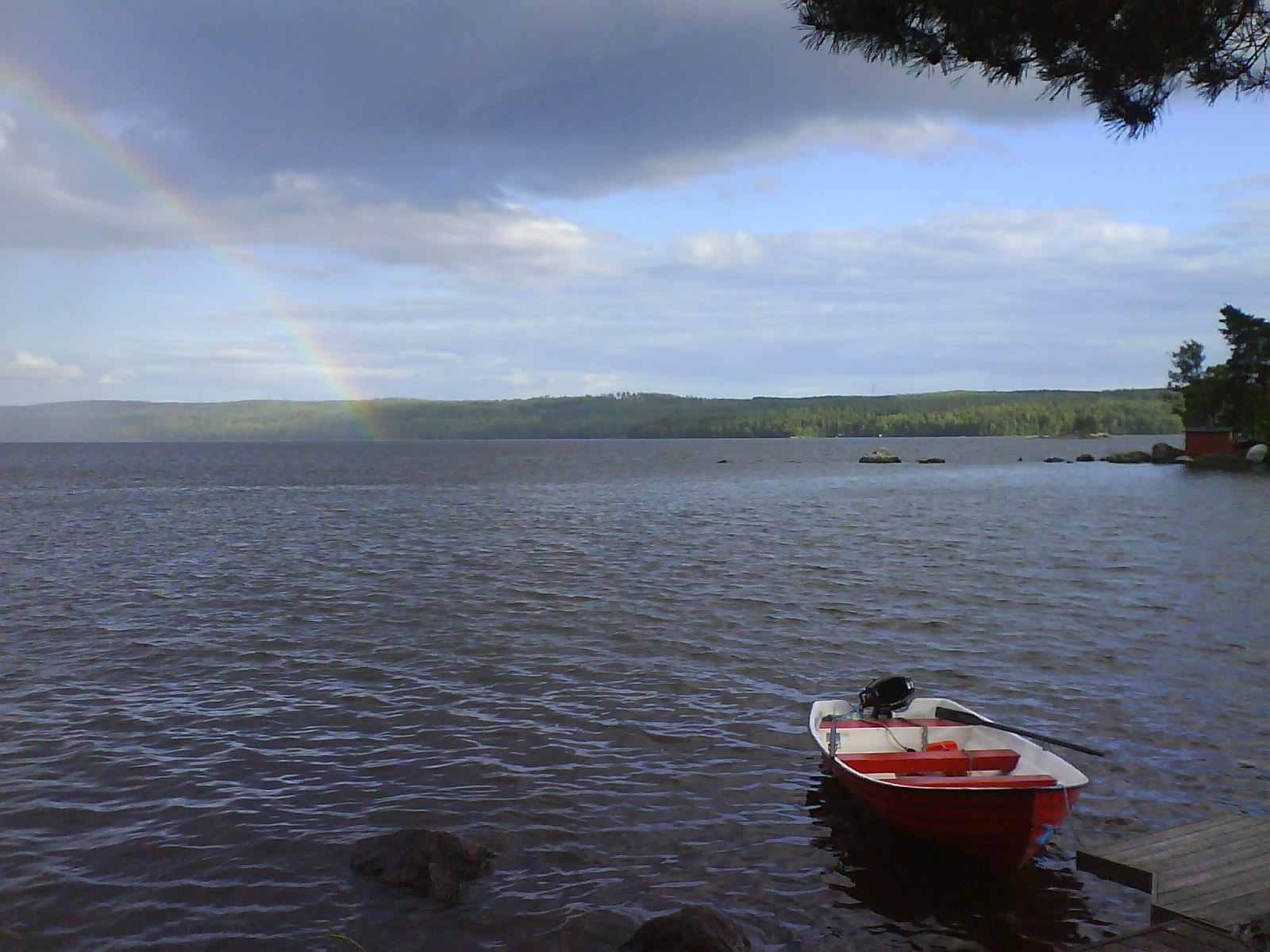
Озеро Тісарен

## Виноски
1. ↑  Folkmangd i riket, lan och kommuner (шв.) . Центральне бюро статистики Швеції. Архів оригіналу за 20 серпня 2013. Процитовано 10 лютого 2013.